# 2,5-二甲基己烷
2,5-二甲基己烷（英語：2,5-Dimethylhexane）化学式(CH3)2CH(CH2)2CH(CH3)2，是辛烷的带支链的异构体，沸点与辛烷接近，工业中常用作为每分鐘轉速较低的直升機的航空燃油。